# Dietrich Eckart
Dietrich Eckart (Neumarkt, 23 marzo 1868 – Berchtesgaden, 26 dicembre 1923) è stato un politico tedesco, fra i primi membri del Partito Nazionalsocialista Tedesco dei Lavoratori ed uno dei partecipanti al fallito Putsch di Monaco del 1923.

## Biografia
Figlio di un notaio della casa reale nonché consigliere legale, sua madre morì quando lui aveva dieci anni e nel 1895 perse anche il padre dal quale ereditò un ingente patrimonio.
Eckart iniziò gli studi di medicina a Monaco di Baviera, abbandonandoli però nel 1891, iniziando quindi a lavorare come poeta, drammaturgo e giornalista. Trasferitosi nel 1899 a Berlino, scrisse vari drammi, spesso dai tratti autobiografici; comunque, nonostante fosse il protetto del conte Georg von Hülsen-Haeseler, direttore artistico dei teatri regi, non ebbe mai un grande successo quale drammaturgo, un fallimento del quale incolpava la società.
Più tardi si sviluppò in lui un'ideologia sul genio umano superiore, influenzata dai primi scritti di Lanz von Liebenfels; si sentì altresì a suo agio sulla scia della tradizione di Schopenhauer e di Angelus Silesius, rimanendo affascinato anche dal pensiero di Mayan sebbene il metodo scientifico non ebbe mai su di lui un grande ascendente. Eckart mostrò una forte passione, identificasi talvolta per il Peer Gynt di Henrik Ibsen.
Tornato a Monaco di Baviera, Eckart si unì alla Società Thule di Rudolf von Sebottendorff nel 1913 nella quale divenne politicamente attivo; nel 1915 scrisse il dramma nazionalista Heinrich der Hohenstaufe, in cui espose la necessità che il popolo germanico dominasse il mondo.
Più tardi, tra il 1918 e il 1920, Eckart fu redattore del periodico antisemita Auf gut Deutsch che pubblicò con l'aiuto di Alfred Rosenberg e Gottfried Feder. Criticò ferocemente la Repubblica di Weimar appena costituita, si oppose veementemente al trattato di Versailles che vide come tradimento, e propagò il cosiddetto mito della "pugnalata alla schiena" secondo la quale i democratici sociali e gli ebrei erano i principali responsabili della disfatta tedesca nella prima guerra mondiale.
Eckart fu nel 1919, insieme a Gottfried Feder ed Anton Drexler, tra i fondatori del Deutsche Arbeiterpartei, che in seguito avrebbe cambiato nome in Nationalsozialistische deutsche Arbeiterpartei (NSDAP); inventò e pubblicò il periodico dello NSDAP, Völkischer Beobachter, e compose il testo di Deutschland erwache che divenne la musica di fondo del partito nazionalsocialista.
Eckart incontrò Adolf Hitler il 14 agosto 1919 durante un discorso che questi diede di fronte a membri del partito ed esercitò su di lui una forte influenza negli anni a seguire, tanto da esser definito dal futuro Führer come "l'amico paterno".
Eckart si trovò nei guai quando nel 1923 il pubblico ministero decise di accusare lo scrittore per diffamazioni verso l'allora presidente della repubblica Friedrich Ebert in concorso con i suoi costanti attacchi antisemiti. Il 12 marzo 1923 fu quindi emessa da Ebert stesso un'ordinanza di carcerazione. Verso la fine di aprile diventò chiaro che la polizia criminale di Lipsia stesse ricercando Dietrich Eckart per condurlo agli arresti. Adolf Hitler ordinò quindi agli uomini delle SA di vigilare di fronte alla casa del suo amico ma l'arresto era solo questione di tempo.
Christian Weber, uno dei pochi amici intimi di Adolf Hitler ed uno dei primi combattenti dello NSDAP – con il numero di tessera 15 - aveva un amico, Bruno Buchirer, che era un affittuario della pensione Moritz, che sarebbe poi divenuta il Platerhof all'Obersalzberg sopra Berchtesgaden, in cui il ricercato Eckart avrebbe potuto trovare rifugio. Il capo dello staff delle SA, Ernst Röhm, organizzò quindi segretamente il trasferimento a Berchtesgaden. Alcuni giorni dopo Adolf Hitler gli andò a far visita. Durante la guerra, nel 1941, in uno dei suoi monologhi al vespro, Hitler ricordò quella prima volta all'Obersalzberg. Eckart rimase lì con il falso nome di Dottor Hoffman.
Il 9 novembre 1923 fu coinvolto nel fallito Putsch di Monaco in seguito al quale, il giorno dopo, venne arrestato e condotto, assieme ad Hitler e altri notabili del partito, nella prigione di Landsberg, da cui venne presto rilasciato a causa della malattia al cuore che lo affliggeva. Il 26 dicembre  1923 Eckart moriva all'età di 55 anni, lasciando incompleto il suo ultimo lavoro, Dialoghi tra Hitler e me: Il Bolscevismo da Mosè a Lenin. Venne seppellito il 30 dicembre nel cimitero della montagna a Berchtesgaden.
Nel Mein Kampf Dietrich Eckart venne definito letteralmente un martire e a lui Hitler dedicò la frase finale: "Ed in mezzo a loro potei anche riconoscere quell'uomo: Dietrich Eckart!".

## Opere

### Teatro
- Der Frischkönig. Commedia romantica, 1904
- Familienvater. Tragedia, 1904
- Der Erbgraf. Opera teatrale, 1907
- Ein Kerl, der spekuliert. Commedia, 1909
- Henrik Ibsens Peer Gynt. Registrazione all'aperto, 1912
- Heinrich der Hohenstaufe. Dramma storico, 1915
- Lorenzaccio. Tragedia, 1920

### Lirica, polemica, contributi giornalistici
- In der Fremde. Poesie, 1893
- Ibsen, Peer Gynt, der große Krumme und ich, 1914
- Abermals vor der Höhle des Großen Krummen. Erneute Aussprache über Theaterkritik, 1915
- Der Bolschewismus von Moses bis Lenin. Zwiegespräche zwischen Hitler und mir, 1924 (pubblicato postumo)
- Auf gut deutsch. Wochenschrift für Ordnung und Recht, 1918-1920
- Völkischer Beobachter (1920-1923)

### Opere tradotte
- Dialoghi tra Hitler e me: il bolscevismo da Mosè a Lenin, Thule Italia, 2008.

## Eckart nella cultura di massa
Nel film anime Fullmetal Alchemist: Il conquistatore di Shamballa appare una versione femminile di Eckart come antagonista principale.